# Vulcano San Pedro
Il vulcano San Pedro (o Las Yeguas) alto 3020 m s.l.m., è uno stratovulcano in Guatemala; sorge sulle rive del lago Atitlán. Alle sue pendici è sito un villaggio che prende il suo nome: San Pedro La Laguna. Nelle sue vicinanze sorgono altri due vulcani: l'Atitlán e il Tolimán.